# Place Kossuth (Paris)
Pour les articles homonymes, voir Place Kossuth.
La place Kossuth est une voie du 9e arrondissement de Paris, en France.

## Situation et accès
La place Kossuth est située dans le 9e arrondissement de Paris. Elle constitue le carrefour des rues de Châteaudun, de Maubeuge, du Faubourg-Montmartre et Le Peletier.

## Origine du nom
Elle porte le nom de Lajos Kossuth (1802-1894), héros de la révolution hongroise de 1848, depuis le 15 mars 1957.

## Historique
Cette place était préalablement nommée « carrefour Châteaudun » ou « carrefour de Châteaudun » en l'honneur de la ville de Châteaudun, victime de sanglantes représailles à l'encontre de la population civile (viols, exécutions, tueries, incendies…) par les troupes prussiennes après la bataille de Châteaudun, en 1870, avant de prendre sa dénomination actuelle par arrêté municipal du 21 avril 1999.

## Bâtiments remarquables et lieux de mémoire
En 1669 furent transférés, en cet emplacement, les ossements du charnier des Lingères (cimetière des Innocents), dans un dépositoire.
Bâtiment no 44 rue Le Peletier, le no 13 rue de Chateaudun et no 59 rue du Faubourg-Montmartre : immeuble du siège national du Parti communiste français de 1937 à 1971 (le nouveau siège du Parti communiste français est situé place du Colonel-Fabien). En 1944, il est réquisitionné par la Milice française.
En 1956, le siège du PCF est mis à sac en réaction de la répression soviétique de l'insurrection de Budapest. Un an plus tard, dans un contexte géopolitique où le PCF est inféodé à l'URSS, le carrefour est renommé en mémoire du héros de l'histoire hongroise Lajos Kossuth.

## Galerie

Plan panoramique.